# Rudolf Schenker
Rudolf Schenker (født 31. august 1948 in Hildesheim) er guitarist i det tyske rock-band Scorpions.